# Arthur Melo
Arthur Henrique Ramos de Oliveira Melo (Goiânia, 12 augustus 1996), kortweg Arthur Melo is een Braziliaans voetballer die doorgaans als middenvelder speelt op huurbasis voor Girona. Arthur debuteerde in 2018 in het Braziliaans voetbalelftal.

## Carrière
Arthur werd in 2008 opgenomen in de jeugdopleiding van Goiás en verruilde die in 2010 voor die van Grêmio. Hiervoor debuteerde hij op 11 december 2016 in de Série A, tijdens een met 0–1 verloren wedstrijd thuis tegen Botafogo. Hij viel die dag in de 54e minuut in voor Kaio Mendes. De eindstand stond toen al op het bord. Arthur werd in 2017 een vaste waarde in het eerste team van Grêmio. Hij maakte op 20 juli 2017 zijn eerste doelpunt op het hoogste niveau. Hij zorgde die dag voor de 0–2 tijdens een met 1–3 gewonnen competitiewedstrijd uit bij Vitória. Arthur won in 2017 de Copa Libertadores met Grêmio. Hij speelde dat toernooi twaalf wedstrijden en stond in beide finaleduels in de basis.
Arthur tekende in juli 2018 een contract tot medio 2024 bij FC Barcelona, dat circa € 31.000.000,- voor hem betaalde aan Grêmio. Hij debuteerde voor de Spaanse club met een basisplaats in de met 2–1 gewonnen wedstrijd om de Supercopa de España 2018, tegen Sevilla. Hij kon coach Ernesto Valverde echter niet overtuigen om hem een vaste basisspeler te maken en dat werd er niet beter op toen Quique Setién in januari 2020 aantrad.
Arthur tekende in juni 2020 bij Juventus, de kampioen van Italië in de voorgaande negen jaar. De Italiaanse club betaalde circa € 72.000.000,- voor hem aan FC Barcelona. Miralem Pjanić bewandelde op datzelfde moment voor een vergelijkbaar bedrag de omgekeerde weg van Juventus naar FC Barcelona. Arthur speelde zich ook bij de Italiaanse club niet in de basis. Doorgaans kregen Federico Chiesa, Adrien Rabiot en Rodrigo Bentancur op het middenveld, terwijl coach Andrea Pirlo ook vaak gebruikmaakte van Weston McKennie en Dejan Kulusevski. Daar kwam in augustus 2021 ook Manuel Locatelli nog bij. Arthur werd in zowel 2020/21 als 2021/22 vierde Met Juventus.
Juventus verhuurde Arthur in juli 2022 voor een jaar aan Liverpool. Hier maakte hij op 7 september 2022 zijn debuut, met een invalbeurt van dertien minuten tijdens een wedstrijd in de Champions League tegen Napoli. Het bleek zijn enige optreden in Engelse dienst. Arthur onderging in oktober 2022 een operatie vanwege een bovenbeenblessure en had bijna vijf maanden nodig om te herstellen. Coach Jürgen Klopp maakte ook daarna geen gebruik meer van hem. Juventus verhuurde Arthur in juli 2023 voor een jaar aan Fiorentina.

## Clubstatistieken
| Seizoen     | Club         | Competitie       | Competitie | Competitie | Beker | Beker | Internationaal | Internationaal | Totaal | Totaal |
| Seizoen     | Club         | Competitie       | Wed.       | Dlp.       | Wed.  | Dlp.  | Wed.           | Dlp.           | Wed.   | Dlp.   |
| ----------- | ------------ | ---------------- | ---------- | ---------- | ----- | ----- | -------------- | -------------- | ------ | ------ |
| 2016        | Grêmio       | Série A          | 1          | 0          | 0     | 0     | 0              | 0              | 1      | 0      |
| 2017        | Grêmio       | Série A          | 27         | 1          | 5     | 1     | 12             | 0              | 44     | 2      |
| 2018        | Grêmio       | Série A          | 7          | 1          | 1     | 0     | 3              | 0              | 11     | 1      |
| 2018/19     | FC Barcelona | Primera División | 27         | 0          | 7     | 0     | 9              | 0              | 43     | 0      |
| 2019/20     | FC Barcelona | Primera División | 21         | 3          | 3     | 1     | 4              | 0              | 28     | 4      |
| 2020/21     | Juventus     | Serie A          | 22         | 1          | 2     | 0     | 7              | 0              | 31     | 1      |
| 2021/22     | Juventus     | Serie A          | 20         | 0          | 4     | 0     | 6              | 0              | 30     | 0      |
| 2022/23     | → Liverpool  | Premier League   | 0          | 0          | 0     | 0     | 1              | 0              | 1      | 0      |
| Club totaal | Club totaal  | Club totaal      | 125        | 6          | 22    | 2     | 42             | 0              | 189    | 8      |

Bijgewerkt op 13 augustus 2023

## Interlandcarrière
Arthur maakte deel uit van de Braziliaanse jeugdselectie die deelnam aan het Zuid-Amerikaans kampioenschap voetbal onder 17 in 2013. Zijn ploeggenoten en hij eindigden op de derde plaats. Hij werd in oktober 2017 voor het eerst opgeroepen voor de selectie van het Braziliaans voetbalelftal, voor kwalificatiewedstrijden voor het WK 2018 tegen Bolivia en Chili. Hij bleef beide wedstrijden op de bank. Arthur debuteerde op 8 september 2018 daadwerkelijk in het Braziliaans voetbalelftal, tijdens een met 0–2 gewonnen oefeinterland in en tegen de Verenigde Staten. Hij kwam die dag in de 60e minuut in het veld als vervanger van Fred. Bondscoach Tite nam Arthur een jaar later mee naar de Copa América 2019, zijn eerste eindtoernooi. Hierop speelde hij vanaf de tweede groepsronde alle wedstrijden van begin tot eind, inclusief de met 3–1 gewonnen finale tegen Peru. Meteen hierna veranderde zijn positie bij het nationale team drastisch. Hij mocht in 2020 één keer spelen voor Brazilië, een met 0–2 gewonnen WK-kwalificatiewedstrijd in en tegen Uruguay. Hij maakte zelf de 0–1, zijn eerste interlanddoelpunt. Daarna werd hij geheel 2021 niet geselecteerd en in 2022 één keer.

## Erelijst
Grêmio
- Copa do Brasil: 2016
- Copa Libertadores: 2017
- Recopa Sudamericana: 2018
- Campeonato Gaúcho: 2018

 FC Barcelona
- Supercopa de España: 2018
- Primera División: 2018/19

 Juventus
- Coppa Italia: 2020/21
- Supercoppa Italiana: 2020

 Brazilië
- Copa América: 2019

Individueel
- Série A Team van het Jaar: 2017
- Série A - Beste Nieuwkomer: 2017
- Zuid-Amerikaans voetballer van het jaar: 2017 (derde plaats)
- Copa América Team van het Toernooi: 2019
- FIFA FIFPro World11-nominatie: 2019 (elfde middenvelder)